# Аміна Буаяч
Аміна Буаяч (араб. أمينة بوعياش; 10 грудня 1957, Тетуан, Марокко) — марокканська правозахисниця, дипломат. У 2010 році стала віцепрезидентом Міжнародної федерації за права людини, у 2013 році президентом цієї організації. У 2016 році була послом Марокко у Швеції та Латвії. З грудня 2018 року обіймає посаду президента Національної ради з прав людини.

## Біографія
Аміна народилася 10 грудня 1957 року у Тетуані на півночі країни у відомій родині з Ер-Риф, яка бігла звідти під час іспанської окупації. Її батько, Хаммаді Буаяч, був юристом, політичним активістом, мислителем, професором права та деканом Рабатского університету. Він був одним з небагатьох, кого Мухамед Ел-Мекки Насирі вибрав для участі у місії освіти за кордоном (Каїр і Париж). Її дід вважався правою рукою Абд аль-Крим і найвірнішим генералом під час рифської війни.
Пізніше вона здобула ступінь магістра економіки в Університеті Мохаммеда V у Рабаті за фахом економіст.
Буаяч почала працювати у галузі захисту прав людини ще в молодості. Вона працювала з сім'ями політичних в'язнів під час політичних репресій у Марокко при правлінні короля Хасана II. Пізніше вона пропрацювала два роки з відомим соціологом Фатимой Мернісі у галузі захисту прав жінок, особливо мусульманок, а також опублікувала безліч статей з цієї теми арабською, французькою, англійською та іспанською мовах.
У 1993 році вона виступала за скасування смертної кари у Марокко.
З 1998 до 2002 рік вона була членом кабінету прем'єр-міністра Абдеррахмана Юсуфі. Під час арабської весни вона стала членом конституційної комісії, яку скликав Мухаммед VI з метою розробки нової конституції. За внесок у створення конституції Марокко король Мухаммед VI нагородив її орденом Трону.
Аміна тісно співпрацює з Організацією Об'єднаних Націй, Африканським союзом і Європейсько-Середземноморським форумом з прав захисників та свободи об'єднань.
Аміна є однією з найактивніших правозахисників у північноафриканському регіоні. Вона була однією з перших правозахисників, які відвідали Туніс після зречення президента Зін ель-Абідін Бен Алі та Лівію після вбивства Муаммара Каддафі. Вона також активна в регіональній групі з реформ Ліги арабських держав.
Аміна Буаяч була членом Арабської організації з прав людини та групи експертів зі стратегічних досліджень у регіоні Управління Верховного комісара ООН з прав людини.
У 2006 році Аміна стала керівником громадської організації у Марокко. Буаяч працювала над такими проблемами у галузі прав людини у Марокко як тортури, утискання прав біженців, мігрантів, жінок і виступала за скасування смертної кари.
У 2010 році стала віцепрезидентом Міжнародної федерації за права людини, у 2013 році — президентом цієї організації.
У 2014 році вона обіймала посаду головного координатора африканських міжнародних неурядових організацій під час Африканського саміту в Аддіс-Абебі.
13 жовтня 2016 року Аміна стала послом Марокко у Швеції та Латвії.
6 грудня 2018 король Марокко Мухаммед VI призначив Аміну Буаяч президентом Національної ради з прав людини. У 2019 вона заявила, що у Марокко немає «політичних в'язнів».
До Міжнародного жіночого дня у 2019 році вона запустила національну кампанію за скасування шлюбу з неповнолітніми у Марокко.
У 2019 Аміна Буаяч і Національна рада з прав людини зазнали критики після її заяви, що в країні немає політичних в'язнів, а заарештовані під час руху Хіракі Риф, це люди які були заарештовані за участь у забороненій демонстрації та за злочини під час цих демонстрацій.
Пізніше Національна рада з прав людини підготував звіт, в якому Аміна Буаяч дотримується боку звинувачення і заявляє, що Нассер Зефзафі засуджений законно. Однак цей звіт критикували деякі правозахисники.

## нагороди
- Орден Трону Кавалер (2011 рік)
- Орден Трону Офіцер (2013 рік)
- Орден Почесного легіону (2014 рік)